# Observation des animaux sauvages

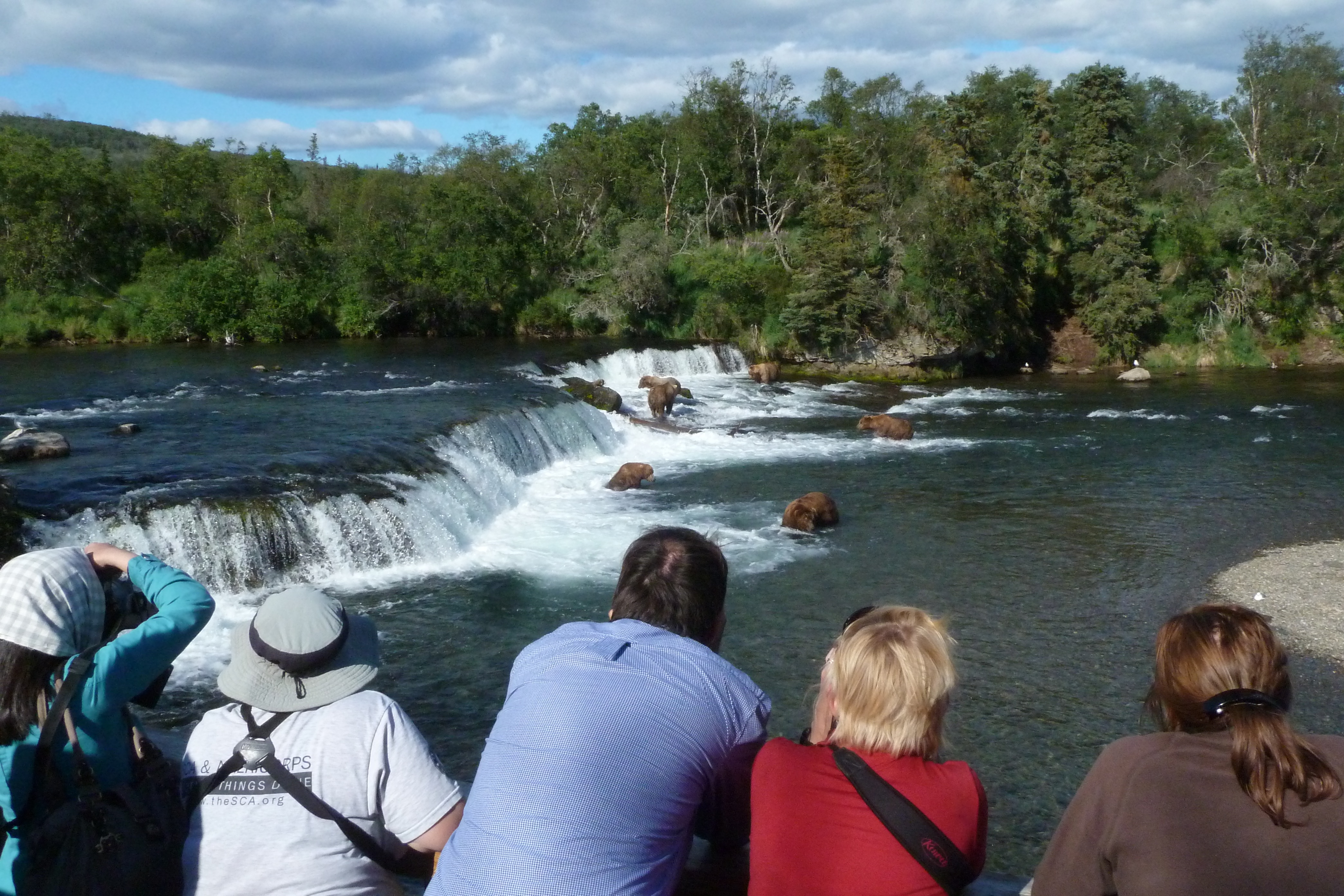
Observation d'ours bruns pêchant aux Brooks Falls, en Alaska.

L'observation des animaux sauvages est une activité de loisir ou touristique consistant à observer en les dérangeant le moins possible des animaux en liberté dans la nature. Elle peut prendre de nombreuses formes, du safari à l'observation des baleines ou des oiseaux. L'activité photographique de laquelle elle peut parfois se doubler relève de la photographie animalière.